# Jessica Lange
Jessica Phyllis Lange, més coneguda com a Jessica Lange, (Cloquet, 20 d'abril de 1949) és una actriu estatunidenca que, entre molts altres premis, ha guanyat dos Oscar i quatre Globus d'Or.

## Biografia

### Primers anys
Lange, la tercera de quatre fills, va néixer a Cloquet, (Minnesota), filla de Dorothy Florence i Albert John Lange, que eren professora i venedor, respectivament. Els seus avis materns eren d'origen finès, mentre que els paterns eren alemanys i holandesos. Va estudiar art un temps a la Universitat de Minnesota abans d'anar-se'n a París, França, on va estudiar mim corporal amb Étienne Decroux. Va tornar a la Ciutat de Nova York el 1973 i prenia lliçons mentre treballava de cambrera i de model de moda per a l'Agència de models Wilhelmina.

### Carrera
El 1976 Dino De Laurentiis la va seleccionar pel seu remake King Kong amb què va començar i gairebé acabar la seva carrera. Encara que el remake de King Kong  era una fàbrica de fer diners per a la Paramount Pictures, els crítics no van deixar bé la pel·lícula i Lange no va sortir en cap altra pel·lícula durant tres anys, quan Bob Fosse la va triar com la figura elegant de la mort a Comença l'espectacle. Les ressenyes adverses van ser devastadores però els crítics van valorar el seu impressionant paper a El carter sempre truca dues vegades, de Bob Rafelson.
La seva actuació a la seva pròxima pel·lícula, Frances (1982), en la qual retratava l'actriu Frances Farmer, va ser molt lloada i li va suposar una nominació per l'Oscar a la millor actriu. Va rebre altres dues nominacions aquell any, l'altra com a actriu secundària a la comèdia Tootsie (1982), que va guanyar. Va continuar amb impressionants actuacions els anys 80 i 90 a pel·lícules com Dolços somnis (1985) (interpretant la cantant de country Patsy Cline), Music Box (1989),  Men Don't Leave  (1990), i Blue Sky (1994) per la qual va guanyar l'Oscar a la millor actriu.
El 1992, Lange feia el seu debut al teatre de Broadway amb Alec Baldwin a l'obra de Tennessee Williams Un tramvia anomenat Desig. El 2000, va sortir a l'escenari de Londres com a Mary Tyrone a Long Day's Journey Into Night d'Eugene O'Neill. El 2005, va tornar a Broadway en una altra obra de Tennessee Williams,  The Glass Menagerie amb Christian Slater.
Actualment és la protagonista de la sèrie estatunidenca American Horror Story.

### Vida personal
Lange va estar casada amb el fotògraf Paco Grande des de 1970-1981. Des de 1982, ha viscut amb el dramaturg i actor Sam Shepard. Té tres fills, Aleksandra (1981) amb el ballarí Mikhail Baryshnikov, i Hannah Jane (1985) i Walker Samuel (1987) amb Shepard. Lange actualment viu a la Ciutat de Nova York.
Lange és una ambaixadora de bona voluntat de l'UNICEF. També ha criticat públicament el President George W. Bush: una vegada va descriure la seva administració com "un règim que se serveix d'engany, hipocresia i bel·ligerància."

## Filmografia
| Anys      | Títol                                                                | Paper | Notes |
| --------- | -------------------------------------------------------------------- | --- | --- |
| 1976      | King Kong                                                            | Dwan | Globus d'Or a la millor actriu debutant |
| 1979      | Comença l'espectacle (All That Jazz)                                 | Angelique | |
| 1980      | How to Beat the High Co$t of Living                                  | Louise | |
| 1981      | Notre Dame of the Cross                                              | no surt als crèdits | documental |
| 1981      | El carter sempre truca dues vegades (The Postman Always Rings Twice) | Cora Papadakis | |
| 1981      | The Best Little Girl in the World                                    | | TV |
| 1982      | Tootsie                                                              | Julie Nichols | Oscar a la millor actriu secundària Globus d'Or a la millor actriu secundària Nominada − BAFTA a la millor actriu |
| 1982      | Frances                                                              | Frances Farmer | Nominada − Oscar a la millor actriu Nominada − Globus d'Or a la millor actriu dramàtica |
| 1984      | Country                                                              | Jewell Ivy | Nominada − Oscar a la millor actriu Nominada − Globus d'Or a la millor actriu dramàtica |
| 1985      | Dolços somnis (Sweet Dreams)                                         | Patsy Cline | Nominada − Oscar a la millor actriu |
| 1985      | Cat on a Hot Tin Roof                                                | Maggie | TV |
| 1986      | Crimes of the Heart                                                  | Margaret 'Meg' Magrath | |
| 1988      | Far North                                                            | Kate | |
| 1988      | Everybody's All-American                                             | Babs Rogers Grey | |
| 1989      | La capsa de música (Music Box)                                       | Ann Talbot | Nominada − Oscar a la millor actriu Nominada − Globus d'Or a la millor actriu dramàtica |
| 1990      | Men Don't Leave                                                      | Beth Macauley | |
| 1991      | El cap de la por (Cape Fear)                                         | Leigh Bowden | |
| 1992      | O Pioneers!                                                          | Alexandra Bergson | Nominada − Globus d'Or a la millor actriu en minisèrie o telefilm |
| 1992      | La nit i la ciutat (Night and the City)                              | Helen Nasseros | |
| 1994      | A Century of Cinema                                                  | Herself | documental |
| 1994      | Les coses que no moren mai (Blue Sky)                                | Carly Marshall | Oscar a la millor actriu Globus d'Or a la millor actriu dramàtica |
| 1995      | Instint maternal (Losing Isaiah)                                     | Margaret Lewin | |
| 1995      | Bob Roy                                                              | Mary MacGregor | |
| 1995      | A Streetcar Named Desire                                             | Blanche DuBois | Nominada − Globus d'Or a la millor actriu en minisèrie o telefilm Nominada − Primetime Emmy a la millor actriu en minisèrie o telefilm |
| 1997      | Heretaràs la terra (A Thousand Acres)                                | Ginny Cook Smith | Nominada − Globus d'Or a la millor actriu dramàtica |
| 1997      | Off the Menu: The Last Days of Chasen's                              | Ella mateixa | no surt als crèdits; documental |
| 1998      | Relació mortal (Hush)                                                | Martha Baring | |
| 1998      | La Cousine Bette                                                     | Cousin Bette | |
| 1999      | Titus                                                                | Tamora | |
| 2001      | Prozac Nation                                                        | Mrs. Wurtzel | |
| 2003      | XXI Century                                                          | | documental |
| 2003      | Masked and Anonymous                                                 | Nina Veronica | |
| 2003      | Big Fish                                                             | Older Sandra Bloom | |
| 2003      | Normal                                                               | Irma Applewood | Nominada − Globus d'Or a la millor actriu en minisèrie o telefilm Nominada − Primetime Emmy a la millor actriu en minisèrie o telefilm |
| 2004      | Peace by Peace: Women on the Frontlines                              | Narradora | documental |
| 2005      | The Needs of Kim Stanley                                             | | documental |
| 2005      | Broken Flowers                                                       | Carmen | |
| 2005      | Don't Come Knocking                                                  | Doreen | |
| 2005      | Neverwas                                                             | Katherine Pierson | |
| 2006      | Bonneville                                                           | Arvilla | |
| 2007      | Sybil                                                                | Dr. Cornelia Wilbur | TV |
| 2009      | Grey Gardens                                                         | "Big Edie" | Primetime Emmy a la millor actriu en minisèrie o telefilm Nominada − Globus d'Or a la millor actriu en minisèrie o telefilm |
| 2011−2015 | American Horror Story                                                | Constance Langdon (AHS: Murder House) Germana Jude Martin (AHS: Asylum) Fiona Goode (AHS: Coven) Elsa Mars (AHS: Freak Show) | Sèrie de televisió Globus d'Or a la millor actriu secundària en minisèrie o telefilm (2012) Primetime Emmy a la millor actriu secundària en minisèrie o telefilm (2012) Primetime Emmy a la millor actriu en minisèrie o telefilm (2014) Nominada − Globus d'Or a la millor actriu en minisèrie o telefilm (2013, 2014, 2015) Nominada − Primetime Emmy a la millor actriu en minisèrie o telefilm (2013, 2015) |
| 2012      | The Vow                                                              | Rita Thornton | |
| 2013      | In Secret                                                            | Madame Raquin | |
| 2014      | The Gambler                                                          | Roberta | |
| 2016      | Horace and Pete                                                      | Marsha | Minisèrie |
| 2016      | Com reines                                                           | Maddie | |
| 2017      | Feud                                                                 | Joan Crawford | Sèrie de televisió |

## Curiositats
- El 2015 es va realitzar una exposició de fotografies seves a l'Arts Santa Mònica de Barcelona